# Хипократова клетва
Хипократовата клетва е клетва, полагана по традиция от лекарите, за етично упражняване на медицина.
Широко разпространено е убеждението, че клетвата е написана от Хипократ, баща на медицината, през IV век пр.н.е. или от някой от неговите ученици. Поради това тя обикновено се включва в Хипократовия корпус.
Класическият учен Лудвиг Еделщайн предполага, че клетвата е написана от питагорейците — теория, която е поставяна под съмнение поради липса на свидетелства за училище по питагорейска медицина.

## Текст
Преведен от старогръцки на български:
В името на Аполон – лечителя, в името на Хигия, в името на Панацея и в името на всички богове и богини, които вземам за свидетели, поемам върху себе си тази клетва. 
На учителя, който ме е учил да лекувам, ще гледам като на баща: ще му помагам да живее и ще му давам каквото му е нужно, и ще гледам децата му като свои братя. Ако те поискат да изучат нашето изкуство, аз ще ги обуча без пари и без никакви задължения в бъдеще.
Ще ги уча на принципите на медицината, ще им давам обширни обяснения, ще им развивам доктрината като на свои деца, както на тях, така и на учениците си, които са записани при мен и са положили клетва.
Аз ще препоръчвам на болните подходящ режим според познанията си и ще ги защитавам от всички вредни неща.
Никога и никому няма да препоръчвам употребата на отрови и ще отказвам да давам на когото и да било подобно нещо. Също така не ще дам на жена песар за унищожаване на плода; ще пазя своя живот и своето изкуство винаги чисти и неопетнени от никакво престъпление. Нито пък ще оперирам страдащите от камъни, а ще оставя това на тези, които са специалисти в тази област.
Когато влизам в някоя къща, това ще бъде само за да лекувам някой болен, като се предпазвам от всякаква волна неправда и най-вече от всякакви сластолюбия към жените и мъжете, били те свободни или роби.
Всичко, каквото видя или чуя при изпълнението на своята професия или извън нея и което не бива да се разправя, аз ще го пазя в тайна и ще го смятам за нещо свещено.
Ще запазя живота си чист и свещен, както и моето изкуство.
Ако изпълня тази клетва, без да я нарушавам, дано живея дълго време, за да преуспея в изкуството и да стана прочут во веки веков, като пазя тази клетва и не престъпя нищо от нея. Ако пък сторя обратното, нека ме сполети ранна смърт и вечна забрава.
Заклевам се, че по силите на знанията си ще върша всичко, в което се кълна.